# Amphinecta dejecta
Amphinecta dejecta là một loài nhện trong họ Amphinectidae. Loài này phân bố ở New Zealand.